# Twój Ruch
Le parti Twój Ruch (littéralement « Ton Mouvement ») issu de la transformation en octobre 2013 du mouvement Palikot ou mouvement de soutien à Palikot (Ruch Palikota en polonais, après avoir été connu sous le nom de Ruch Poparcia, littéralement « mouvement de soutien »), est un parti politique polonais anti-clérical et social-libéral, créé et dirigé par Janusz Palikot, député depuis 2005 (démissionnaire de la diète en 2011) et ancien membre de la Plate-forme civique (PO).

## Fondements idéologiques
Le programme de ce parti se distingue sur la scène politique polonaise par son exigence très forte de séparation complète de l'Église et de l'État dans les faits et pas seulement dans les textes, par son soutien au féminisme (notamment sur le sujet de l'avortement) et à l'égalité pour les homosexuels.

## Histoire

ancien logo

Après plusieurs propos controversés, notamment sur l'accident d'avion de Smolensk, la direction de la Plate-forme civique décide de prendre ses distances avec Janusz Palikot, qui finit par claquer la porte et crée son propre parti, Ruch Poparcia. Officiellement enregistré en octobre 2010, le parti, devenu mouvement Palikot, se présente aux élections législatives de 2011 et rencontre un franc succès, obtenant plus de 10 % des voix et devenant ainsi le troisième groupe parlementaire de la Diète avec 40 députés.
En octobre 2013, il se dissout et devient Twój Ruch en intégrant deux autres formations : Ruch Społeczny Europa Plus du député européen Marek Siwiec et Racja Polskiej Lewicy.
Lors des élections au Parlement européen en 2014, les listes Europa Plus Twój Ruch subissent un échec cuisant, n'obtenant que 3,57% des voix, arrivant à la 7e place et n'obtenant donc aucun siège.
Le 26 septembre 2014, la moitié des membres du groupe parlementaire quittent celui-ci la majorité de ceux-ci créant le cercle parlementaire Bezpieczeństwo i Gospodarka (pl) (Sécurité et Économie), d'autres restant non-inscrits ou rejoignant le groupe de l'Alliance de la gauche démocratique (SLD).
Twój Ruch participe dans la perspective des élections générales de 2015. à la constitution en juillet 2015 de la coalition électorale Gauche unie (en polonais : Zjednoczona Lewica) avec l'Alliance de la gauche démocratique (SLD), l'Union du travail (UP), les Verts (Zieloni), le Parti socialiste polonais (PPS). Sa co-présidente Barbara Nowacka est élue leader de la coalition en octobre 2015.